# Евгений Кринов
Евгений Леонидович Кринов е руски геолог, геодезист и астроном, специалист по метеоритите, доктор хонорис кауза по геология и минералогия. През годините е ръководител на редица научни звена към Академията на науките на СССР.

## Младост
Евгений Кринов е роден на 19 февруари (3 март) 1906 г. в село Отяси, Тамбовска губерния в семейството на селски свещеник. По други данни родното му място е село Малое руское в същата губерния. Още преди да завърши гимназия, започва работа в Кьоршинското лесничейство край Тамбов. От 1926 до 1930 г. учи в Ленинградския университет и едновременно с това работи като научен и технически сътрудник на свободна практика в Метеоритния отдел на Минералогичния музей към Академията на науките на СССР. Там ръководител е изследователят на метеорити Леонид Кулик, който се превръща в негов наставник и учител.

## Тунгуски метеорит
През този период, под влияние на Кулик и академик Владимир Вернадски, Кринов напуска университета и започва да се занимава активно с проучванията на Тунгуския метеорит.
През 1929 – 1930 г. участва като астроном и заместник на Кулик в Третата, най-дълга експедиция до мястото на Тунгуската катастрофа. Експедицията пристига на мястото на падане на метеорита на 6 април 1929 г. Започват с разчистване и сондажи на една от фуниите, която се е превърнала в блато. За да източат водата прокопават изкоп с дължина 38 м и дълбочина 4 м, след което разчистват растителността по дъното. Но почвата бързо се размразява и ямата отново се пълни с вода, независимо от непрекъснатото изпомпване. Работят при много тежки условия и минусови температури. Там замръзват пръстите на десния крак на Кринов и той е отведен е в малката болница в Кежма. Оттам го изпращат в Ленинград, където претърпява операция на пръстите, но това не го спира след възстановяването си да стане най-близкият сътрудник на Леонид Кулик.
През 1949 г. Кринов написва монографията „Тунгуски метеорит“, базирайки се на материалите от проучванията и резултатите от всички експедиции, ръководени от Кулик, както и анализите на резултатите от разпитването на очевидци.

## Зрялост
От 1930 до 1937 г. Кринов работи като служител на Централния изследователски институт по геодезия, аерофотография и картография и едновременно с това отговаря за Астрономическата обсерватория към Природонаучния институт „Пьотър Лесгафт“. От 1938 г. той отново работи в Метеоритния отдел на Минералогичния институт в Академията на науките на СССР. От момента на сформирането на Комитета по метеоритите през 1939 г. той е включен в неговия състав като изследовател.
През 1941 г. започва Великата отечествена война. Учителят му Леонид Кулик се записва в армията като доброволец, но на Евгений това е отказано заради осакатения му крак. Вместо това той е натоварен да евакуира метеоритната колекция на Академията на науките. Кринов успешно доставя обемистите кутии в Казан и когато германците напускат Москва, ги връща обратно.
От 1943 г. Кринов работи като научен секретар на Комитета по метеоритите към Академията на науките на СССР, а през 1972 г. е избран за негов председател. От 1979 г. е и ръководител на новосъздадената Метеоритна лаборатория в Института по геохимия и аналитична химия на АН на СССР. През 1957 г. е избран за член на Международното общество за изследване на метеоритите. В продължение на няколко години е президент, а след това – вицепрезидент на Постоянната комисия по метеоритите към Международния геоложки конгрес.
Заслугите на Евгений Кринов за науката са широко признати както в Русия, така и в чужбина. През 1961 г. той става един от малкото учени, на които Академията на науките на СССР присъжда научната степен доктор хонорис кауза. Така Кринов, който не е завършил университета, получава академична степен по геология и минералогия, без защита на дисертация, за изключителен принос в науката и за съвкупността от публикуваните научни трудове.
Евгений Леонидович Кринов умира на 2 януари 1984 г. и е погребан е в Кунцевското гробище в Москва.

## Сихоте-Алински метеорит
Евгений Кринов е ръководител или заместник-ръководител на много експедиции за проучване и събиране на метеорити, включително и Сихоте-Алинския метеоритен дъжд, паднал в Приморския край на 12 февруари 1947 г. и представляващ уникален природен феномен. На 24 февруари, след двудневно трудно преминаване през тайгата, експедицията достига до мястото на катастрофата и вижда опустошената тайга, пречупените дървета и отсечените им върхове. По короните на оцелелите дървета висят части от стволове и клони. Наоколо е пълен хаос, зеят кратери и се виждат огромни кедри, лежащи радиално около тях. Експедицията е ръководена от академик Василий Фесенков, а негов заместник е Евгений Кринов. Геолозите преброяват около 30 кратера, провеждат подробно проучване на мястото на катастрофата, разпитват очевидци, извършват теодолитно заснемане на района и събират няколко тона отделни екземпляри и фрагменти от метеорния поток.
Събирането на частите от този метеорит и проучването на условията на падане продължават дълго време. Работата е много разнообразна и обемът ѝ е голям. В периода 1947 – 1950 г. са извършени първите четири експедиции. Следва 17-годишно прекъсване в експедиционната работа, по време на което са обработени събраните научни материали. Изследвана е метеоритна материя с обща маса около 23 тона, както и няколкостотин проби от почвата, посипана с метеоритен прах. Резултатът от тази огромна дейност е колективната научна работа с участието на Кринов „Сихоте-Алински железен метеорен поток“, публикувана в два тома през 1959 и 1963 г.
През 1981 г. Кринов публикува в московското издателство „Наука“ книгата „Железен дъжд“, която включва основните тези от предишното двутомно издание, както и резултатите от две следващи експедиции, проведени през 1975 и 1977 г.

## Научна дейност
Евгений Кринов е родоначалник на ново направление в науката – сравнителна планетология. Изучава спектралната отражателна способност на скалите, различни минерали и метеорити, разработва тяхната спектрофотометрична класификация, както и морфологичната класификация на метеоритите. Предлага нов, морфологичен метод за изследване на падането на метеоритите на Земята. Съставя каталог и атлас на коефициентите на спектрална яркост, използвани при въздушна фотография и при сравняване на земни скали с небесни тела. През 1947 г. публикува научния труд „Спектрална отражателна способност на природните образувания“. Той използва богатия си опит в тази област, за да изследва оптичните свойства на метеоритите и ги сравнява с подобни данни за планетите и астероидите.
Неговите работи по изучаване на морфологията на метеоритите и условията на тяхното падане на Земята отдавна са станали класически. Голяма част от тях са базирани на проучванията на падането на двата най-големи метеорита през 20 век – Тунгуския и Сихоте-Алинския. Кринов прави директни изследвания в труднодостъпните места на падане и събира и обобщава всички данни за тези уникални явления. Автор е на монографиите „Метеорити“ (1948) и „Тунгуски метеорит“ (1949).
През 1951 г. излиза книгата на Евгений Кринов „Планети джуджета“, издадена от Академията на науките на СССР. В нея, в много достъпна форма, той разказва за същността на астероидите, които често се наричат малки планети, за техния произход и физични свойства.
През 1952 г. издателството на Академията на науките на СССР публикува книгата на Кринов „Гигантски метеорити“, преведена на английски език. През 1966 г е преиздадена от нюйоркското издателство „Pergamon Press“.
Обширните научни интереси и интегрираният подход позволяват на Кринов да публикува през 1955 г. монографията „Основи на метеориката“, която обхваща астрономически, минералогични, физически и други аспекти в тази област на знанието. Редактор на работата е академик Василий Фесенков, астроном, председател на Комитета по метеоритите към Академията на науките на СССР. През 1960 г. монографията е издадена и в чужбина.
Eвгений Кринов е инициатор и вдъхновител на много трудове, посветени на взаимодействието на космическата материя със Земята, по-специално на изучаването на космическия прах и метеоритните кратери по повърхността на Земята. Трудовете му по тази тема наброяват около 300.

## Награди
- Евгений Кринов е удостоен със Сталинската награда II степен в размер на 100 000 рубли с постановление на Министерския съвет на СССР от 12 март 1952 г. Получава я за изследванията си в теорията за метеоритите, изложени в книгите „Метеорити“, „Тунгуски метеорит“ и в статията „Формата и повърхностната структура като фактори за топене на отделни екземпляри от Сихоте-Алинския метеоритен поток", публикувана през 1950 г. в списание „Метеоритика“.[1]
- През 1971 г. Международното дружество за изследване на метеоритите присъжда на Кринов медала Фредерик Леонард – най-високата международна награда за работа в областта на метеоритите.[1]

## Памет
- В памет на Евгений Леонидович Кринов през 1968 г., един от необичайните силикати, който се среща само в метеоритите, но не и в земните скали, е кръстен криновит.[1][3]
- Неговото име Кринов носи и астероид № 2887, попадащ в Главния астероиден пояс, открит на 22 август 1977 г. от астронома от Кримската обсерватория Николай Черних.[1][3]